# قود بن بعوة

تعديل مصدري - تعديل

قود بن بعوه هي إحدى قرى عزلة القارة بمديرية رصد التابعة لمحافظة أبين، بلغ تعداد سكانها 84 نسمة حسب تعداد اليمن لعام 2004.